# MMIC
Los circuitos MMI o MMIC (Monolithic Microwave Integrated Circuits) son un tipo de circuitos integrados que operan en frecuencias de microondas, es decir, entre 300 MHz y 300 GHz. La técnica de fabricación de los circuitos MMIC se basa en la utilización de líneas de transmisión planares, y se realiza con compuestos de semiconductores compuestos, tales como el arseniuro de galio (GaAS), nitruro de galio (GaN) y el silicio-germanio (SiGe).
Las entradas y salidas de los dispositivos MMIC están, generalmente, internamente adaptadas con una impedancia característica de 50 ohmios. Esto facilita el uso de dichos dispositivos, así como su uso en forma de cascada, ya que no requieren red de adaptación externa. Adicionalmente, la mayoría de los equipamientos de pruebas de microondas se diseñan para operar en unas condiciones de 50 ohmios.
Los MMIC son dimensionalmente pequeños (desde 1 mm² a 10 mm²) y pueden ser producidos a gran escala, lo que ha facilitado su proliferación en dispositivos de alta frecuencia, como pueden ser los teléfonos móviles.

## Historia
Entre 1930 y 1960 la tecnología de microondas consistía en la utilización de guías de ondas para la creación de circuitos, lo que conllevaba que el proceso de fabricación fuese largo y costoso. La revolución aparece sobre 1960 con la aparición de la tecnología planar y la producción de materiales dieléctricos más baratos y con menos pérdidas, dando lugar a la tecnología MIC (Microwaves Integrated Circuits).
Esta tecnología evoluciona a los MIC monolíticos (MMIC) cuando en 1975 Ray Pengelly y James Turner publican su estudio “Monolithic Broadband GaAs FET Amplifiers”, convirtiéndose así en los padres e inventores de los MMIC. Cuando trabajaban en Plessey diseñaron un amplificador de una sola etapa con una ganancia de 5 dB en la banda X que usaba puertas de escritura óptica de 1 micrón. Usaban sistemas de optimización por ordenador para diseñar su elemento, haciendo uniones de estructuras. El proceso de “backside” todavía no había sido inventado, así que los FET tenían toma de tierra externa.
Los primeros MMIC se fabricaron de Arseniuro de Galio (GaAs), el cual tiene dos ventajas fundamentales frente al Silicio (Si), que es el material tradicional para la fabricación de circuitos integrados: la velocidad del dispositivo y el sustrato semi-aislante. Este tipo de circuito usa una solución cristalina para el dieléctrico y la capa activa. El GaAs es útil gracias a su capacidad para trabajar en altas frecuencias y a que su alta resistividad evita interferencias entre dispositivos. Esto permite la integración de dispositivos activos (radiofrecuencia), líneas de transmisión y elementos pasivos en un único sustrato.
En los años 80, la Agencia de Proyectos Avanzados de Investigación de Defensa (DARPA) empezó a realizar un gran esfuerzo para obtener un mayor desarrollo de los circuitos integrados de microondas para sustituir los tubos, cavidades y dispositivos discretos usados en sistemas de telecomunicación y radar. Bajo contratación de DARPA, Northrop Grumman Corporation (antiguamente TRW) consiguió producir con éxito MMICs de GaAs usando Transistores de Alta Movilidad Electrónica (HEMT) y Transistores Bipolares de Unión Heterogénea (HBT).
En los primeros MMICs, todos los circuitos estaban hechos con GaAs MESFET, diodos IMPATT (Impact Ionization Avalanche Transit Time) y diodos varactores, pero con la maduración de la tecnología GaAs se incrementa el uso de Hits, HEMTs y PHEMTs en aplicaciones nicho. En la siguiente tabla se tiene los circuitos usados comúnmente en cada dispositivo, además de los fallos originados en la mayoría dispositivos activos de los MMIC.
La importancia del Arseniuro de Galio semi-aislante se basa en que los dispositivos hechos del mismo mediante implantación directa de iones están semi-aislados, por eso está adaptado a la fabricación de circuitos integrados. Además, el sustrato semi-aislante produce reducidas capacitancias parásitas, siendo así dispositivos más rápidos y que permiten la implementación de MMIC.
Sin embargo, la velocidad de las tecnologías de Silicio ha ido incrementándose al mismo tiempo que el tamaño de los transistores ha ido disminuyendo, es por este motivo que es posible construir MMIC con este material. Es muy importante este hecho, ya que la principal ventaja de la tecnología de Silicio es el coste, y los MMIC de Silicio abaratan costes frente a sus homónimos de Arseniuro de Galio. Otro de los factores que abaratan costes si se emplea Silicio en la fabricación en lugar de Arseniuro de Galio, es que los diámetros de la oblea son ligeramente mayores (de 8 a 12 pulgadas, frente a las 4 o 6 que se emplean para Arseniuro de Galio). Todos estos factores colaboran en abaratar los precios en la fabricación de los circuitos integrados.
Hasta el momento se han mentado el Silicio y el Arseniuro de Galio en la fabricación de MMIC, pero no solo se emplean estos materiales. También se utiliza, por ejemplo, el Fosfato de Indio, que mejora la ganancia, la frecuencia de corte y produce ruidos más bajos. Pero es, debido a su alto coste y la fragilidad de los materiales, ya que las obleas hechas de este material tienen que ser más pequeñas, que no sea muy extendido su uso. Otro de los materiales que puede usarse para este tipo de circuitos integrados es el Germanio de Silicio (SiGe) que ofrece más altas velocidades que los dispositivos de silicio convencionales, pero ventajas de coste similares.
Por otra parte el GaAs posee propiedades que eliminan la diafonía, por lo que se integra en dispositivos de radio, líneas de transmisión…
En comparación con otras tecnologías de microondas, los MMIC de GaAs ofrece las siguientes ventajas:
- Reducción de tamaño.
- Reducción de costes para volúmenes de producción medio-altos
- Mejora de las características de los sistemas por la inclusión de algunas funciones como lógicas, RF,.. en un único circuito
- Mejora de la reproducibilidad, debido al procesamiento e integración uniforme para todas las partes del circuito.
- Mejora del diseño sin necesidad de realizar numerosas iteraciones, debido a la reproducibilidad y al diseño asistido por ordenador.
- Mayor rango de frecuencias, reduciendo efectos parasitarios en los dispositivos.

## Fabricación
Desde hace unas cuantas décadas, los circuitos de microondas de estado sólido eran
fabricados exclusivamente sobre la base de componentes discretos que incluían dispositivos de circuitos
activos de semiconductor como transistores y diodos. Incluso hoy, el mercado es
compartido entre los antiguos diseños y los nuevos. Mientras que los componentes discretos son
hechos sobre la base de tecnologías bipolares de silicio, los circuitos MMIC son hechos principalmente
de arseniuro de galio (GaAs).
Los circuitos MMIC ofrecen mejoras de ancho de banda sobre los circuitos hechos sobre la base de
componentes integrados. La razón de esto es que se evitan pérdidas eléctricas y capacidades
parásitas al poderse colocar las redes de acoplamiento más próximamente a los transistores.
Este efecto produce un gran avance en la fiabilidad de las aplicaciones que requieren un gran
número de elementos. En estas aplicaciones cada módulo del sistema de arrays puede necesitar cerca
de tres chips que incorporen amplificadores de potencia, amplificadores de bajo ruido y
desplazadores de fase. Los beneficios de la integración de aplicaciones de microondas hasta
ahora han sido exclusivamente para los dispositivos de arseniuro de galio. Una razón de que el
arseniuro de galio haya sido elegido para este tipo de aplicaciones es que este material tiene una
alta movilidad de electrones que incrementa el rendimiento de los dispositivos a altas
frecuencias. Mientras que los transistores bipolares pueden ser utilizados a frecuencias de
microondas, los circuitos integrados que tienen una movilidad de electrones más baja son
generalmente inferiores en frecuencias de microondas. La movilidad de los electrones no
es el único parámetro a favor del arseniuro de galio. La gran capacidad de aislamiento del
arseniuro de galio también debe ser tomada en cuenta. Ordinariamente el material de silicio
es varios órdenes de magnitud más conductivo que el arseniuro de galio limitando esta
característica la ganancia máxima que puede estar disponible a altas frecuencias por dispositivos
de silicio. Este aislamiento inhibe corrientes parásitas entre electrodos de transistores en el
mismo chip que de otra forma afectarían su rendimiento como un circuito de microondas integrado.
Históricamente, y a pesar de los avances en arseniuro de galio descritos más arriba, la
utilización de este materias a gran escala ha sido lento debidos a los problemas de fabricación.
Estos problemas han incluido la indisponibilidad de material de substrato de arseniuro de galio
de gran calidad. Métodos de fabricación no orientados hacia las obleas de rápida respuesta que en
silicio han tendido hacia la evolución de una tecnología de fabricación competitiva, y los
problemas básicos con un compuesto de semiconductor frente a uno simple. Estos se reflejan
en la dificultad del procedimiento de control y ceden en mantenimiento que afecta al coste por
unidad. Además de esto la fragilidad física y química del material que hace más compleja la
fabricación incluso desde sus inicios. Las obleas de arseniuro de galio se destacan por su
fragilidad que desemboca en que solo la mitad de las obleas sobreviven desde las primeras pruebas
de radiofrecuencia. Mientras que la industria de silicio se orienta hacia las obleas de 200 mm,
el arseniuro de galio están disponibles desde los 75 mm de diámetro con un coste muy superior
al silicio. Hoy en día la producción de arseniuro de galio es una pequeña parte del mercado
para dispositivos de silicio. Por lo tanto la penalización en costes asociada con el mayor
rendimiento del arseniuro de galio es un punto en contra.
Un subconjunto de la tecnología CMOS es llamada SOI (Silicon On Insulator). Durante la
última década, las implementaciones de SOI se han convertido en las preferidas para fabricar
circuitos integrados de señal de alta radiación. Un subconjunto de SIO es el SOS (Silicon On
Sapphire). Esta tecnología conduce al endurecimiento de los requisitos para mejorar el aislamiento
electrónico de los componentes en el substrato. En particular, la distribución del exceso de
electrones creada por el bombardeo de radiación es confinada a fin de evitar que cause sobrecargas
o errores “débiles”. La misma técnica ofrece una gran mejora en frecuencia. Aun así el problema con
la tecnología SOS es que posee una interfaz electrónica imperfecta entre el aislante sobre la que
el silicio se deposita y el mismo silicio. Esto resulta en un efecto de “canal de lagunas”.
Mientras que las imperfecciones relacionadas con este efecto no dificultan la radiación por sí
solas, tienden a deteriorar el dispositivo con respecto a su rendimiento habitual y pueden afectar
gravemente las especificaciones normales del circuito. Este efecto puede ser particularmente
desastroso en frecuencias de microondas ya que limita la ganancia máxima disponible. Aparte de
estas limitaciones el grosor mínimo del dispositivo que puede ser aislado es una contrapartida.
Sin embargo hoy en día hay alternativas al silicio sobre zafiro.
En los últimos años una nueva tecnología de materiales de silicio SOI se ha desarrollado. Se
llama “Separación por Implantación en Oxígeno” (SIMOX). Para hacer una oblea en esta tecnología se
implanta una gran cantidad de oxígeno sobre la superficie de la oblea. Templando esta superficie
convierte esta superficie en una película de cristal aislante. La ventaja de esta técnica sobre el
SOS es la disminución del grosor de la capa activa confinando los efectos de la radiación de
ionización. Los efectos del efecto de lagunas también es minimizado. Sin embargo, aunque los
dispositivos activos están desacoplados del substrato literalmente, permanecen acoplados en cuanto
a efectos de capacitancia y por tanto unos con respecto a otros en frecuencias de microondas a
causa de las propiedades conductivas del substrato. En otras palabras, a pesar de la capa de
aislamiento, inclusive los dispositivos SIMOX no son idóneos para su utilización en circuitos de
microondas debido a que el silicio bajo la capa de aislamiento tiene propiedades conductivas a
frecuencias de microondas.
A fin de aumentar el rendimiento y disminuir la limitación de costes de las tecnologías actuales,
esta técnica permite mejorar la fabricación de circuitos monolíticos en silicio que son capaces de
operar en frecuencias de microondas se utilizará un sustrato de silicio de alta resistividad, que
se obtiene con una técnica de zona flotante que implanta una capa de aislamiento cerca de su
superficie superior, preferiblemente SIMOX. Se forja un plano conductivo en el fondo del sustrato y
se forja un circuito en la capa activa de silicio que permanece sobre la capa SIMOX de aislamiento.
Las tecnologías que incrementan el rendimiento en altas frecuencias del MICROX comprenden:
- Una superficie inferior de rectificación de contacto.
- Replicación de circuitos usando litografía.
- Bajo coste microstrip.
- Capa de nitrato en el fondo de la oblea durante el procesamiento CMOS.

Este método de fabricación se llama MICROX. Esta técnica conlleva unos costes más
de fabricación sobre silicio de circuitos integrados que son operativos a frecuencias de
gigahercios. Como toda tecnología basada en silicio, MICROX saca partido de la amplia
infraestructura de fabricación que conllevan los dispositivos modernos. Para aplicaciones que
necesitan de un gran número de dispositivos como los sistemas de comunicaciones modernos, la
implementación de dispositivos MICROX puede hacer disponible grandes cantidades de circuitos
integrados para aplicaciones de microondas.
Quizás la ventaja más importante de GaAs es que sus electrones son acelerados a velocidades más altas, por lo que atraviesan el canal de transistor en menos tiempo. Esta mejora de la movilidad de electrones es la propiedad fundamental que permite trabajar a frecuencias más altas y velocidades de conmutación más rápidas.
Mientras que la principal razón de hacer transistores de GaAs es la mayor velocidad en el funcionamiento, que se consigue con una frecuencia máxima de operación más alta o velocidades de conmutación más altas, las propiedades físicas y químicas de GaAs hacen que su empleo en la fabricación de transistores sea difícil. Los inconvenientes del GaAs son una conductividad térmica inferior y un coeficiente de expansión térmica más alto que el silicio y el germanio. Sin embargo, como las nuevas aplicaciones de mercado exigieron el funcionamiento más alto que podría ser alcanzado solamente con la máxima dinámica de los electrones de GaAs, estos obstáculos han sido vencidos.
Los mercados que llevaron a los avances en el crecimiento del material y las técnicas de fabricación de semiconductores de GaAs son la industria de defensa y espaciales. Estas requirieron sistemas con circuitos de frecuencia más alta para radares, comunicaciones seguras, y sensores. La madurez de GaAs condujo a la aparición de nuevos mercados, como redes locales inalámbricas (WLANs), sistemas de comunicación personales (PCSs), el satélite de difusión directa (DBS) la transmisión y la recepción por el consumidor, sistemas de posicionamiento global (GPS) y la comunicación global celular. Estos mercados comerciales requirieron la introducción de tecnología basada en GaAs para encontrar utilidades a los sistemas que no eran alcanzables con el silicio y el germanio. Una desventaja del GaAs es el coste y la disponibilidad respecto al silicio.
Existen muchas reticencias en lo relativo al uso del GaAs como pueden ser:
-El entendimiento de los mecanismos a la hora de implementar sistemas de silicio es más sencillo
-El coste del GaAs es mucho más elevado que el del silicio
-El uso del silicio en sistemas de baja frecuencia, y en sistemas de integración a gran escala ha desarrollado técnicas muy fuertes para producción industrial.
Sin embargo cuando el coste de fabricación es comparado al funcionamiento, el valor añadido al sistema al usar tecnología GaAs en la mayoría de los casos justifica los pagos producidos por el aumento del coste de fabricación. Al tiempo que WLAN, PCS, DBS, el GPS, y mercados celulares crecen, el coste para fabricar GaAs disminuirá, y la duda de usar GaAs más que el silicio dependerá de la capacidad de GaAs de satisfacer las necesidades técnicas del mercado.
Los diodos PIN (p-type-insulator-n-type) de GaAs no estaba disponible para los diseñadores de MMIC. Esta se debía a su rápida velocidad de transferencia, su alto voltaje de corte y a una resistencia variable perjudicial.
Esta indisponibilidad de las regiones tipo-p del GaAs cambiaron con el GaAs HTB MMIC. Con el buen rendimiento de los HBTs, la implantación de iones tipo-p y el crecimiento MBE se están incorporando ahora a las fábricas de producción de GaAs. Mediante el uso de la capa base p+, la región colectora n-, y la capa de contacto óhmica del colector n+ del HBT, como se muestra en la figura, los MMIC con diodos PIN se pueden fabricar fácilmente en la línea de fabricación de GaAs HBT.

### Tecnología de Fabricación SIGe
. Es una tecnología innovadora que ofrece menos ruido que otras alternativas de silicio y rendimiento comparables a los dispositivos más caros GaAs.
Con esta nueva tecnología se aumentará enormemente la sensibilidad del sistema, y los usuarios de 3G, GPS, televisión móvil o dispositivos portátiles no solo encontrarán funciones como la recepción de datos de alta velocidad, navegación o los servicios de televisión descritos en el manual, sino que además podrán usar esas características, incluso en condiciones difíciles, por ejemplo, en el interior de un edificio o espacios cerrados.

## ¿Cuáles son las principales ventajas y desventajas de la tecnología MMIC?
Posiblemente la principal ventaja de los circuitos integrados de microondas monolíticas (MMIC) para soluciones discretas sea que con esta tecnología se consigue una figura de ruido menor.Otra gran ventaja es la combinación de funciones multicircuitales sin necesidad interconexión cableada, lo que permite la producción de líneas microstrip compactas.
En la tecnología MMIC, tanto los componentes activos como los pasivos son creados en el propio sustrato, con lo que reduce en gran medida el tamaño del circuito y los problemas que tenía la tecnología MIC o híbrida.
Sin embargo, estas soluciones discretas tienen también sus propias desventajas, especialmente en las aplicaciones portátiles modernas con circuitería compactada y períodos de implantación en el mercado muy cortos. Otra desventaja es que una vez creado el circuito es muy poco ajustable, la mayoría de sus características de funcionamiento no son modificables, por lo que el proceso de diseño ha de ser muy exhaustivo y requiere modelos precisos de física y química para elementos activos y pasivos. Dicho proceso requiere de programas software que permitan sintetizar, analizar y perfilar circuitos lineales y no lineales.
Es por eso que muchos fabricantes poseen “bibliotecas” con modelos existentes, que permiten al diseñador de MMIC saber la actuación esperada por parte de un dispositivo sin tener que caracterizarlo experimentalmente.
Se podrían resumir los beneficios y mejoras de la figura de ruido con las siguientes especificaciones típicas de este tipo de circuitos integrados:
- Mayor linealidad y bajo ruido
- La integración del circuito de corriente, el cual simplifica el diseño de la red de acoplamiento.
- Realimentación interna, la cual facilita la adaptación de impedancias a lo largo de un ancho de

banda mayor.
- Estabilidad incondicional a lo largo de un mayor rango de frecuencias
- El modo de ganancia FET requiere solo una toma positiva

Todos estos beneficios se traducen en un circuito compacto con un ciclo de diseño menor si se compara con su aproximación discreta, lo cual los hace más apropiados para soluciones portátiles con limitaciones de espacio.
Las características de los sistemas que operan en las bandas de RF y Microondas pueden ser optimizadas mediante la integración de componentes en MMIC (Microwave Monolithic Integrated Circuits). Es corriente usar componentes “off the shelf” pero a costa de aumentar la complejidad y el coste del diseño. El uso de componentes MMIC es un medio rápido y efectivo en coste. Sin embargo cuando se trata de diseñar MMICs a medida hay que tener en cuenta que su coste y tiempo de desarrollo son importantes por lo que solo en casos de grandes series o en aplicaciones especiales como en espacio, es aconsejable.
Mediante el uso de soluciones MMIC a medida se pueden mejorar las características del sistema, así como la funcionalidad y fiabilidad. Además se reduce el número de componentes, el tamaño del circuito, peso y consumo de potencia, así como los tiempos de ensamblado.

## Algunas aplicaciones de la tecnología MMIC

### Amplificadores MMIC en la banda Ka de banda ancha
Los sistemas de comunicaciones que requieren grandes capacidades en la banda milimétrica
están teniendo un gran desarrollo como por ejemplo los sistemas de banda ancha para la distribución
de señales de vídeo sin cable tales como LMDS (Local Multipoint Distribution System) que operan
en la banda de 28 GHz. Para satisfacer esta demanda el diseño circuitos integrados monolíticos de
microondas (MMIC) es de gran interés ya que poseen ventajas en cuanto a miniaturización, gran
repetitividad, bajo coste en grandes producciones y mayor fiabilidad debido al reducido número de
interconexiones.

### Amplificador MMIC de ganancia variable y baja distorsión
Son amplificadores utilizados sobre todo en sistemas de comunicaciones. Estos amplificadores son
muy lineales, debido a su realimentación negativa y al ser creado con tecnología MMIC, las
frecuencias de trabajo llegan hasta la banda Ka. Su principal ventaja es que reduce de manera
efectiva el efecto del retardo de fase y los productos de intermodulación (hasta 40dB en los
productos de intermodulación de 3.er orden). Debido a estas características, son muy utilizados en
sistemas digitales con modulaciones QAM.

### Amplificadores de potencia
Debido a la división de potencia y a la combinación de redes, los MMIC tienen unas pérdidas de 0,5-1 dB y la impedancia de entrada disminuye con el incremento del número de puertas, el grado de división de potencia y de combinaciones pueden usarse para incrementar el límite del nivel de potencia.
Los amplificadores de potencia deben trabajar con potencias altas a la entrada y a la salida, y su tensión máxima está limitada por la tensión de ruptura, por lo que conviene que este valor sea alto en los transistores. Los FETs y HBTs de puerta o emisores limitarán la corriente en cada transistor, convirtiendo las pérdidas por resistividad en calor y reduciendo la fiabilidad del dispositivo. Para aumentarla, es necesario emplear puertas o emisores en paralelo para incrementar el área de emisión y reducir la resistencia. Pero esto provoca que el tamaño del dispositivo aumente al hacer que los elementos del transistor estén lo suficientemente separados para que se dé la disipación térmica adecuada.
Los amplificadores de potencia diseñados con varias fases (una de ellas es un transistor o una combinación en paralelo de estos) permiten agrupar las limitaciones térmicas y de corriente, y el voltaje de pico. El número de fases depende de las especificaciones de ganancia y frecuencia, ya que la potencia de salida disminuye con el aumento de frecuencia.
Los dispositivos pasivos y activos de microondas suelen derivar de la medida de parámetros S en un analizador vectorial. Estos modelos son buenos para circuitos de baja potencia, pero los transistores exhiben una cierta falta de linealidad, por lo que hay que realizar diseños no lineales para diseños de alta potencia. Además, esta no linealidad provoca distorsión de intermodulación (IMD), medida en dB, que es la potencia en frecuencias distintas a la de entrada: 2fRF, 3fRF, etc. Hay que tener en cuenta estas frecuencias para evitar problemas con el circuito.
Los amplificadores de potencia, además, se pueden dividir en varias clases:
Etapa clase A: El dispositivo se polariza en una zona de respuesta lineal, con capacidad de responder a señales de cualquier polaridad. Su principal ventaja es que sigue un modelo de amplificador lineal convencional. Su desventaja es que aun con señal nula disipa una cantidad considerable de potencia.
Etapa clase B: El dispositivo se polariza en el extremo de la zona de respuesta lineal, y en consecuencia solo tiene capacidad de responder a señales con una determinada polaridad. En estas etapas no se produce disipación de potencia cuando la señal es nula, pero requiere la utilización de etapas complementarias para pode generar una respuesta bipolar.
Etapa clase AB: El dispositivo se polariza en la zona lineal pero en un punto muy próximo al extremo de respuesta lineal. Esta configuración es una variante de la etapa de tipo B en la que se sacrifica la disipación de una pequeña cantidad de potencia cuando opera sin señal, a cambio de evitar la zona muerta de respuesta.
Etapa clase C: El dispositivo se polariza en zona de respuesta no lineal, de forma que los dispositivos activos solo conducen en una fracción reducida del periodo de la señal. De esta forma se consiguen rendimientos máximos, aunque se necesitan elementos reactivos que acumulen la energía durante la conducción y la liberen en el resto del ciclo en el que el dispositivo no conduce. Se puede utilizar para amplificar señales de banda muy estrecha.

### Amplificadores de bajo ruido
La función principal de un amplificador de bajo ruido (LNA) es la de amplificar señales extremadamente pequeñas tratando de añadir la menor cantidad de ruido posible, esto es, preservando el nivel de relación señal a ruido (SNR) del sistema.
Para su diseño se debe tener en cuenta la ganancia disponible en cada transistor en función de su tamaño y del punto de polarización, en cuanto a su actuación, el criterio más importante será la figura de ruido. Para conseguir una figura baja, se emplean transistores HEMTs y PHEMTs, y para minimizar dicha figura se utilizan además puertas pequeñas, incluyendo puertas parásitas (de 0,1 a 0,25 mm).
Para reducir la figura de ruido del sistema es importante reducir las pérdidas de circuito, especialmente antes de la primera parte del amplificador de ruido bajo. También se puede minimizar reduciendo los valores de ruptura de temperatura, corriente y tensión, ya que los problemas térmicos, así como las corrientes y voltajes de ruptura que afectan al amplificador de potencia no afectan al amplificador de bajo ruido, al ser de menor potencia. Por tanto la minimización de la figura de ruido maximiza la ganancia.

### Mezcladores
El mezclador convierte la señal de entrada con una frecuencia en una señal de salida con frecuencia distinta que permita el filtrado, el desfasaje y otras operaciones de procesamiento de datos en los circuitos. Idealmente, esta operación no afectaría a la amplitud de la seña ni introduciría ruido.
La conversión de frecuencia se consigue con dispositivos con características no lineales de corriente y tensión. En un principio, estos mezcladores eran creados usando diodos, pero actualmente se emplean MESFETs, HEMTs, y PHEMTs.
En el caso de los mezcladores con diodos, si dos señales de tensión, llamadas LO y RF, se colocan en los terminales del diodo, se obtendrá una frecuencia igual a la diferencia de las de cada señal llamada frecuencia inmediata (IF).
Para mejorar la actuación del sistema, es necesario eliminar el ruido y los armónicos, que crean distorsiones, de las señales RF y LO. Los circuitos más complejos permiten cancelar las componentes de frecuencia no deseadas y ayudan a eliminar el ruido variando la amplitud de la señal LO. Como inconveniente, se requiere mayor potencia LO, que es difícil de obtener a altas frecuencias.

### Osciladores
Para minimizar el ruido de fase, se requiere resonantes de alta-Q que fijen la frecuencia de oscilación aportando un coeficiente de reflexión mayor que en un ancho de banda muy estrecho y se requiere transistores con bajo ruido 1/f. En los MMICs el desarrollo de los resonadores de alta-Q es el más difícil de obtener de los elementos desde la película estrecha en sustratos finos de GaAs teniendo una alta pérdida de conducción. Los HBTs tienen un bajo ruido 1/f y son usados frecuentemente como osciladores. Los cambios de temperatura pueden producir cambios en las características del transistor y causar cambios en la frecuencia de oscilación o incluso detener la oscilación. La compensación de temperaturas se puede realizar a través de diodos varactores o de elementos controlables con sensores y circuitos de control.

### Desplazadores de fase (Phase Shifter)
Los desplazadores de fase son usados para comunicar un cambio repetible y controlable de fase en la señal de microondas sin que tenga repercusión en la amplitud de la señal. Además se suelen usar con arrays de antenas en fase, donde se usan para controlar la forma y la dirección del haz, también se usan en sistemas de comunicación, en sistemas radar y en instrumentación de microondas. Se suelen usar dos métodos para el cambio de fase en MMICs. El primer método conmuta la señal entre una longitud corta y una larga de la línea de transmisión para mejorar el desplazamiento de fase de β·l donde β es la constante de propagación de la línea de transmisión y l es el diferencial de longitud de la línea de transmisión. A este tipo de desplazador de fase se le llama switched-line phaser shifter. El segundo método cambia la reactancia de las líneas de transmisión, por lo que los cambios en la propagación son constantes a lo largo de la línea. La implementación de MMIC desplazador de fase es caracterizada como tipo de reflexión o como tipo de transmisión. Hay tres implementaciones que se usan comúnmente: pareado híbrido, línea cargada y línea conmutada.

## Encapsulado
El encapsulado sirve para integrar el conjunto de componentes que componen el MMIC de forma que se reduzca al mínimo el tamaño, el coste, la masa y la complejidad; se proporcione interfaces eléctricos y térmicos entre el MMIC y el exterior y se asegure la fiabilidad de los componentes individuales y la del MMIC en conjunto. En resumen, las funciones del encapsulado son proporcionar soporte físico, proporcionar protección mecánica (arañazos, aceleraciones bruscas, etc.), proporcionar protección del ambiente (partículas, radiación, humedad, etc.), proporcionar distribución de energía y de la señal y estabilizar térmicamente el conjunto.
Los encapsulados se pueden dividir en los siguientes grupos básicos.

### Encapsulado flip-chip
El análisis de elementos finitos y los estudios experimentales han demostrado que los chips de gran longitud y pequeña altura tienden a fallar más rápidamente que los menos largos y más altos. La fiabilidad de estos flip-chip está determinada por el coeficiente de expansión térmica (CTE) entre el chip y el sustrato cerámico o el circuito orgánico. La diferencia induce tensiones mecánicas y térmicas muy grandes, especialmente en las juntas, donde la distancia es la mayor desde la distancia del punto neutral (DNP) del chip. Esta tensión provoca la aparición de fisuras en las juntas, incrementando la resistencia de contacto, inhibiendo el flujo de corriente y llevando al fallo eléctrico del chip. Por tanto, la desventaja de elegir una altura mayor consiste en introducir una inductancia en serie que degrada la actuación en alta frecuencia e incrementa la resistencia térmica desde el MMIC hasta el portador.
Para mejorar la fiabilidad, se aplica el encapsulado cerca del chip y se conduce por acción capilar en el espacio entre el chip y su portador.
Para compensar la tensión producida, es necesario que haya una buena adherencia entre el material de relleno, el portador y la superficie del chip. Para evitar pérdida de adherencia, se requiere un proceso de ensamblado flip-chip sin flujos. Esto es posible con portadores cerámicos con oro, plata y películas gruesas de paladio-plata y a través de metalización.
Es deseable que no haya bolsas de aire ni vacío, especialmente estos últimos al producir una tensión aun mayor. Por ello, tras el ensamblaje se realiza una revisión acústica microscópica para localizar estos vacíos. El encapsulado también debe ser revisado para buscar microfisuras o fallos de la superficie, que tienen a propagarse en los ciclos térmicos, llevando al mal funcionamiento del chip.

### Encapsulado de multichip módulo-dieléctrico
Los polímeros y los polímidos son los materiales más usados al crear encapsulado de multichip módulo-dieléctrico (MCM-D). Estos materiales absorben humedad en distinto grado. Los materiales con la menor absorción de humedad contienen un 0,5% de agua, mientras que otros tienen hasta un 4%. Las pruebas de longevidad en estructuras troqueladas con aluminio con varios polímeros mostraron fallos en la interacción entre el aluminio y el agua. Para polímidos, la vida media de la estructura de Al se sitúa entre 385 y 6950 horas, a 121 °C y 99,6% de humedad relativa y a 85 °C y 85% de humedad relativa respectivamente. La pasivación incrementa esta vida útil y no es dañada por el uso de cubierta hecha de polímero. Por tanto, la pasivación en el troquelado reduce los fallos por humedad y las cubiertas de polímero no son sustitutos para el encapsulado hermético.
El uso de polímero en el sustrato provoca en la interfaz una serie de tensiones debidas a diferencias de CTE entre los materiales, superando incluso la temperatura ambiente, llegando hasta los 300 °C de temperatura de proceso. La optimización del proceso puede minimizar este efecto negativo. Como las dificultades están relacionadas tanto con la diferencia de CTE como con el grosor del polímero o polímido usado, se recomienda que la base cerámica sea 20 veces más gruesa (en semiconductores es mayor).
El sistema de metal usado en MCM-D debe ser optimizado. Normalmente se usa cobre (Cu) en todas las líneas DC y RF debido a su bajo coste y alta conductividad eléctrica. Pero el cobre se difunde rápidamente en el polímido. Este proceso depende de la temperatura y a temperaturas de menos de 185 °C se da esto para el cobre. A mayor temperatura, se observará que la anchura de la línea se reduce aún más. El peor caso se da si la línea de Cu está justo encima de la superficie del polímero. También hay que destacar la falta de adhesión del cobre al polímero. Para minimizar estos problemas se utiliza Cr, Au o Ti como barrera de difusión entre el cobre y el polímido, aunque en el caso del cromo las propiedades mecánicas son bastante peores.
Los huecos-vía sirven para realizar una mayor cantidad de conexiones entre niveles. Estos huecos pueden hacerse con láser o ataques con ácido en ambientes húmedos o secos.
En muchos procesos de fabricación se observa que los polímeros se conectan sobre los MMICs y otros chips que han de interconectarse. Aunque sean finos, estos polímeros afectan a la actuación en microondas del MMIC, ya que aumentará la capacitancia de línea, reduciendo la longitud de onda guiada.

### Encapsulado plástico
Durante el proceso de soldado a altas temperaturas se observó que la humedad presente en un encapsulado plástico puede evaporarse rápidamente y crear presión en el encapsulado, provocando fisuras. Estos efectos son más pronunciados si el encapsulado es mayor que el 0,23% de la humedad absorbida antes de la soldadura. La diferencia de CTE en los componentes del encapsulado también provoca tensión, combinándose con la presión anterior y aumentando el tamaño y número de fisuras.
Las siguientes recomendaciones permitirán un daño mínimo por humedad:
(1) Completar el ensamblaje a la palca una semana después de retirar los componentes de sus envoltorios secos, siempre que las condiciones ambientales no superen los 30 °C ni el 60% de humedad relativa.
(2) Una semana después, proceder a la cocción (12 horas a 115 °C) que gradualmente eliminará la humedad.

### Encapsulado de resonancia y escape de campo
La actuación del encapsulado MMIC empeora por acción de resonancias de anillo (que se da cuando los campos electromagnéticos se acoplan a la cerámica del encapsulado) y de cavidad (que se dan cuando el volumen encerrado por el encapsulado se comporta como una cavidad metálica). Estas resonancias se observan como picos largos en la comparación de pérdidas de inserción y frecuencia en el marco del encapsulado.
Las resonancias de anillo pueden eliminarse fabricando el marco a partir de un metal. Ya que muchos diseños de marcos metálicos son difíciles de fabricar, se utilizan soluciones de menor coste, como fabricar a partir de un material cerámico (alúmina). Se colocan varias láminas finas de cerámica verde para formar un marco que es posteriormente metalizado y añadido a la base metálica. Además de ser más barato, este método asegurar que el marco quede unido a la base metálica, reduciendo el acoplamiento.
Las resonancias de cavidad se predicen a partir de un modelo donde se consideran la longitud, anchura y altura de la cavidad (L, W y H respectivamente). La plancha de dieléctrico es de grosor d y permitividad relativa Er. La cavidad está excitada por una línea microscópica de entrada y salida.

## Fiabilidad
La fiabilidad se define como la probabilidad de que un elemento realice una función requerida bajo unas determinadas condiciones y durante un determinado período. La fiabilidad la podemos expresar como una distribución de probabilidad.
Hay muchos factores que influyen en la fiabilidad de un producto, como pueden ser el diseño, la producción, aplicaciones eventuales, la aparición del factor humano en pasos de la cadena de producción…

### Incidentes
La definición de un incidente es una parte importante a la hora de estudiar la fiabilidad en sistemas semiconductores, los clasificamos en 2 grupos:
- incidentes por degradación, donde alguna propiedad de algún componente se encuentra muy lejos del valor que debería tener para su buen funcionamiento.
- incidentes catastróficos:fin del ciclo de vida de algún componente o completa destrucción del mismo.

### Incidentes Físicos
Los elementos que nos limitan en este sentido suelen ser los elementos activos (como los FET).
Uno de los factores limitantes en fiabilidad suele ser la resistencia óhmica de los contactos de los FET, pero el factor más importante es el relacionado con el canal del FET.
Otro de los factores limitantes en los dispositivos GaAs suele ser la migración metálica (movimiento del metal en el conductor causado por el flujo de corriente) el efecto del scattering metálico empuja los átomos en dirección del flujo. Así el metal puede ser eliminado de una zona y acumulado en otra, esto produce en la zona de acumulación que se reduzca la sección del área del conductor, lo que aumenta la densidad de corriente pudiendo llegar a quemar el dispositivo. Esta es la principal razón para la limitación de corriente en dispositivos MMIC.
Aparte de estos factores, pueden darse otros si no préstamos la suficiente atención a la hora de la fabricación de los dispositivos MMIC.
Tomando las suficientes precauciones el tiempo de vida de un dispositivo MMIC suele rondar las 1000000 horas a temperaturas de operación normales.

### Incidentes por Radiación
La habilidad de los sistemas GaAs para soportar radiaciones es muy importante tanto en sistemas militares como espaciales. Los objetos en la órbita terrestre están sometidos a radiaciones. La dosis acumulada a lo largo del tiempo es bastante considerable, pero el blindaje de los dispositivos espaciales debe ser el mínimo por consideraciones obvias de peso y costes. Muchas aplicaciones militares han de soportar grandes dosis de radiación causada por explosiones nucleares. Los dispositivos GaAs generalmente soportan mucho mejor las radiaciones que los basados en silicio.

### Fiabilidad de los sistemas GaAs
Para el estudio de la fiabilidad se exponen los sistemas a altas temperaturas, acelerando así el proceso de observación de incidentes, es una técnica conocida como testeo acelerado que usa la ecuación de Arrhenius, y es muy usada en la industria semiconductora.
Para un buen testeo acelerado, es necesario conocer la temperatura del dispositivo. Los dispositivos MMIC con elementos activos como los FET generalmente tienen áreas más calientes que otras. Las resistencias pueden ser también puntos significativamente más calientes que las porciones colindantes en el chip. Los cambios físicos y químicos que producen los incidentes suelen producirse en estos puntos calientes. Por eso es necesario monitorizar estas zonas, comprobando su temperatura.
El GaAs es relativamente un mal conductor térmico, su conducción térmica es aproximadamente 1/3 de la del Si. Por otra parte las partes activas de los dispositivos GaAs como los canales de los FET son también muy pequeñas. Estos dos factores significan que las áreas activas de los dispositivos GaAs están mucho más calientes que las áreas que las rodean, y que esta temperatura es superior a la temperatura ambiente.
La conductividad térmica del GaAs decrece según se incrementa la temperatura. Esto significa que según la temperatura ambiente es aumenta, las diferencias de temperatura entre las áreas dentro del chip son mayores también. La temperatura en los dispositivos activos dentro del chip está caracterizada por la resistencia térmica. La resistencia térmica se define como la diferencia en temperatura entre el punto más caliente y algún punto de referencia (que generalmente es la temperatura ambiente) dividida por la potencia disipada por el dispositivo, y se mide en °C/W. Nótese que la resistencia térmica variará con el tamaño de dispositivo.
Dado que la mayoría de las incidencias tienen lugar en el canal de los FET, la mayoría de los test están referenciados a la temperatura del canal.

## Fallos que afectan a los dispositivos MMIC
La mayoría de los fallos que pueden afectar a los dispositivos se catalogan en dos categorías: catastróficos y no catastróficos. Estos fallos afectan de igual manera a la fiabilidad y al rendimiento.

### Efectos generales en los MMIC
Estos fallos vienen dados por la degradación en los parámetros característicos de los dispositivos. Su gravedad será determinada por el diseño y la función que desarrolla el MMIC afectado, además de la gravedad de la degradación.

### Fuentes de error en los MMIC

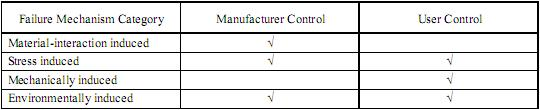
Responsabilidades generales de fallos mecánicos por categorías.